# Polen op het Eurovisiesongfestival 2004
Polen nam deel aan het Eurovisiesongfestival 2004 in Istanboel, Turkije. Het was de 9de deelname van het land op het Eurovisiesongfestival. De selectie verliep via een nationale finale. TVP was verantwoordelijk voor de Poolse bijdrage voor de editie van 2004.

## Selectieprocedure
Om de kandidaat te kiezen voor Polen op het festival koos men ervoor om deze via een nationale finale aan te duiden.
Deze finale werd gehouden in Torwar Hall in Warschau.
In totaal deden er 15 artiesten mee aan deze finale en de winnaar werd gekozen door sms-voting en televoting.

| Volgorde | Lied                     | Artiest              | Televoting | Plaats |
| -------- | ------------------------ | -------------------- | ---------- | ------ |
| 1        | "Dreaming about you"     | Offside              | 05532      | 12de   |
| 2        | "Nie uwierzę"            | Małgorzata Ostrowska | 01431      | 15de   |
| 3        | "All my senses"          | Goya                 | 24566      | 06de   |
| 4        | "Let me introduce"       | Kasia Klich          | 15090      | 08ste  |
| 5        | "Easy money"             | Planeta              | 09648      | 09de   |
| 6        | "Freedom""               | SiStars              | 22107      | 07de   |
| 7        | "Pocztówka z Avignonu"   | Janusz Radek         | 28607      | 05de   |
| 8        | "Labyrinth of life"      | Golden Life          | 06690      | 11de   |
| 9        | "Love song"              | Blue Café            | 57125      | 01ste  |
| 10       | "Julia, tak na imię mam" | Łzy                  | 54625      | 02de   |
| 11       | "I'm still alive"        | Alicja Janosz        | 30952      | 04de   |
| 12       | "Stay"                   | Krzysztof Kiljański  | 07835      | 10de   |
| 13       | "Mogę dziś"              | Indigo               | 02008      | 14de   |
| 14       | "Sen Kowalskiego"        | Kowalski             | 03697      | 13de   |
| 15       | "Nick of time"           | Marcin Rozynek       | 51736      | 03de   |

## In Istanboel
Door het goede resultaat in 2003 mocht Polen rechtstreeks aantreden in de finale.
Op het festival zelf in Turkije moest Polen aantreden als 19de, net na Ierland en voor het Verenigd Koninkrijk.
Op het einde van de puntentelling bleek dat Polen op een 17de plaats was geëindigd met een totaal van 27 punten.
België en Nederland hadden geen punten over voor deze inzending.

### Gekregen punten

#### Finale
| 12 punten  | 10 punten                 | 8 punten  | 7 punten   | 6 punten          |
| ---------- | ------------------------- | --------- | ---------- | ----------------- |
|            |                           |           | - Litouwen |                   |
| 5 punten   | 4 punten                  | 3 punten  | 2 punten   | 1 punt            |
| - Oekraïne | - Duitsland - Griekenland | - IJsland | - Cyprus   | - Spanje - Zweden |

### Punten gegeven door Polen

#### Finale
Punten gegeven in de finale:
| 12 punten | Oekraïne             |
| 10 punten | Zweden               |
| 8 punten  | Turkije              |
| 7 punten  | Griekenland          |
| 6 punten  | Duitsland            |
| 5 punten  | Servië en Montenegro |
| 4 punten  | Cyprus               |
| 3 punten  | Malta                |
| 2 punten  | Verenigd Koninkrijk  |
| 1 punt    | Spanje               |

1994 · 1995 · 1996 · 1997 · 1998 · 1999 · 2000 · 2001 · 2002 · 2003 · 2004 · 2005 · 2006 · 2007 · 2008 · 2009 · 2010 · 2011 · 2012-2013 · 2014 · 2015 · 2016 · 2017 · 2018 · 2019 · 2020 · 2021 · 2022 · 2023 · 2024 · 2025